# Poppenburg (Adelsgeschlecht)
Die Genealogie und Herkunft des Grafengeschlechts von Poppenburg ist nicht bekannt. Nach neuesten Forschungen muss seine Herkunft in die Politik Kaiser Heinrichs IV. einbezogen werden, als Adelsgeschlechter aus Süddeutschland in den sächsischen Raum kamen. In der Vorrede des Sachsenspiegels werden „die von Poppenburg“ unter den Adelsgeschlechtern genannt, die aus Südschwaben nach Alt-Sachsen zogen. Der in sächsischen Kreisen ungewöhnliche Name Beringar – einer der Grafen von Poppenburg – deutet ebenfalls auf schwäbische Herkunft.

## Die Anfänge
Die ersten schriftlichen Hinweise auf die Grafschaft Poppenburg gehen auf den Beginn des 12. Jahrhunderts zurück; zu dieser Zeit gab es in Hildesheimer Urkunden schriftliche Hinweise auf die comites de Poppenburg (deutsch: Grafen von Poppenburg).
Nach Übertragung der Grafschaftsrechte durch das Bistum Hildesheim nannte sich das Grafengeschlecht von Poppenburg. In Sachsen war im 12. Jahrhundert statt der Benennung nach dem Gau (hier: Ostfalengau) diejenige nach der besitzenden Burg üblich. Trotz der Bezeichnung Comes (Graf) haben wir es bei den Poppenburgern nicht mit Grafen einer Grafschaft im landrechtlichen Sinne zu tun. Die Dörfer der Grafschaft gehörten verschiedenen Gauen an, die bereits seit 1068 dem Hochstift Hildesheim zugeordnet waren. Die Burg mit den umliegenden Dörfern waren somit Hildesheimer Lehen; in Urkunden des Bistums werden die Grafen mit Recht als Laici inheneficiati bezeichnet. Der weitere Lehnsbesitz der Grafen an Höfen und Ländereien erstreckte sich als Streubesitz bis an das Bistum Halberstadt und westlich weit bis in das Bistum Minden hinein. Es gelang den Grafen jedoch nicht, ihren Eigenbesitz zu vergrößern, neue Dörfer zu erwerben und das Gebiet zu einer reichsständischen Grafschaft auszubauen.
Die Belehnung der Poppenburg geschah, weil die Grafen von Poppenburg loyal zu den Staufern waren und als schwäbische Großfamilie eine angesehene Stellung hatten.
Durch Heirat hatten die Grafen von der Poppenburg enge verwandtschaftliche Beziehungen zu den Grafen von Oldenburg, Hallermund, den Edlen von Hohenbüchen und den Rittern von Schwanebeck.
Neben der Burg und der Grafschaft, die die Grafen von Poppenburg vom Hildesheimer Bischof zu Lehen trugen, besaßen sie auch Lehnsgüter der Herzöge von Braunschweig. Damit wurden sie in die Auseinandersetzungen zwischen den Bischöfen von Hildesheim und Heinrich dem Löwen von Braunschweig hineingezogen. Der Zwiespalt und Interessenkonflikt spaltete das Grafengeschlecht Poppenburg wie auch andere adlige Familien jener Zeit. Ein Beispiel dafür sind die Ereignisse des Osterfests 1169 (siehe unten).

## Geschichte
Vom Adelsgeschlecht ist bekannt, dass 1068/69 Graf Friedrich, zusammen mit seinem Sohn Konrad, den Arin- und Gudingau innehatte und 1141 wohl ein anderer Friedrich und Beringar von Poppenburg zusammen die ersten urkundlich erwähnten Grafen von Poppenburg sind.
Für 1155 bis 1180 ist ein Albert von Poppenburg überliefert, Vater von Bernhard, Johann und Sophie von Poppenburg. Er heiratete die Tochter des Grafen Christian von Oldenburg. Sophie gehörte dem Stift Quedlinburg als Capellanin an. Bernhards Leben wird 1160 und 1230 urkundlich erwähnt. In einigen Quellen wird davon ausgegangen, dass er ein Sohn von Beringar war, in anderen Quellen geht man davon aus, dass die beiden Brüder waren.
Um 1161 heiratete dieser Beringar die Tochter des Vicedominus Bernhard von Wassel und wurde dadurch Schwager von Bischof Hermann von Hildesheim. Mit diesem feierten Beringar und Friedrich von Poppenburg 1169 Ostern zusammen und regelten Güterangelegenheiten des Klosters Godehard in Hildesheim, während Bernhard von Poppenburg zusammen mit angesehenen Grafen in Gittelde – darunter der Vicedominus Konrad II. von Wassel, die Grafen von Wöltingerode, die Herren von Ricklingen, Meinersen, Mahner, von Saldern und Königsdahlum – bei Herzog Heinrich dem Löwen das Osterfest beging. 1180 jedoch hielten die Poppenburgs zusammen mit den Grafen von Wohldenberg, Adalbert von Everstein und Arnold Dorstadt gegen Heinrich den Löwen dem Bischof Adelog von Hildesheim die Treue, da sie auf der Frühjahrssynode in Hildesheim teilnahmen. In den Folgejahren ergriffen die Grafen kirchliche Ämter, so war Beringar von 1173 bis 1182 Propst des Kreuzstiftes, der heutigen St.-Andreas-Kirche in Hildesheim, Johann wirkte von 1175 bis 1195 als Domherr in derselben Stadt, und 1181 wurde Bernhard als Vogt des Kreuzstiftes in Hildesheim eingesetzt.
1188 gab Albert von Poppenburg die ihm übertragene Saline in Swalenhusen bei Hemmendorf an das Kloster Amelungsborn zurück, um damit die Reisekosten für seine geplante Teilnahme am Dritten Kreuzzug bestreiten zu können. Im Mai 1189 brach dieser Albert zusammen mit den Grafen von Blankenburg, Geldern, Oldenburg und Hallermund und weiteren 1000 Rittern unter Führung des Landgrafen Ludwig III. von Thüringen zusammen mit sächsischen, Bremer und Oldenburger Kreuzfahrern vom Weserhafen Blexen zu diesem Kreuzzug auf. Er nahm vom August 1189 bis Juli 1191 an der Belagerung von Akkon im Norden des heutigen Staates Israel teil, starb aber bald darauf am 14. September in Apulien. Eine Eintragung im Nekrolog des Klosters Amelungsborn kündet von seinem Tod und bittet die Mönche zum Gebet am Todestag.
Sein Sohn Bernhard aus Wennigsen, auch Bernhard von Poppenburg genannt, wurde vom Tod des Vaters auch finanziell in Mitleidenschaft gezogen, da die erhoffte Beute ausblieb und stattdessen erhebliche Kosten in den Jahren 1199 bis 1206 entstanden sein müssen. Er beurkundete den Verzicht von Albert von Poppenburg aus dem Jahr 1188 auf die Verwaltung des vom Kloster Amelungsborn diesem übertragenen Salzwerkes in Swalenhusen, womit dieser seine Teilnahme am Dritten Kreuzzug finanziert hatte. Diese Nachricht über den Ort Wennigsen, die uns nur in einer Abschrift des 13. Jahrhunderts im Copialbuch des Klosters Amelungsborn überliefert ist, befindet sich in einer Urkunde des Hartbert von Hildesheim, des Bischofs von Hildesheim der Jahre 1199 bis 1216.
Bernhard verkaufte 1215 bis 1217 seinen Anteil der Poppenburg zurück an den Hildesheimer Bischof, gründete die Grafschaft Spiegelberg und erbaute die Burg Spiegelberg bei Lauenstein. Spätestens seit 1217 nannte sich Bernhard von Poppenburg dann von Spiegelberg. Es wird vermutet, dass Bernhard etwa im Jahr 1215, zeitgleich mit der Spiegelburg, am Deister das Kloster Wennigsen stiftete. Er wird seine in Wennigsen gelegenen Güter der Kirche zur Gründung eines Klosters zur Verfügung gestellt haben. Konrad I. von Rüdenberg, Bischof von Minden 1209 bis 1236, hatte mit diesen Mitteln – ebenso wie in Barsinghausen – ein Augustinerinnenkloster eingesetzt. 1226 ging die Burg Spiegelberg, wahrscheinlich nach einer Fehde zwischen den Edelherren von Homburg und den Grafen von Spiegelberg, unter.
Die übrige Hälfte der Poppenburg und die Grafschaft verblieben nach dem Verkauf von Bernhards Anteil 1215 bis 1217 in den Händen des einer Nebenlinie entstammenden Grafen Friedrich, von dem Hildesheimer Urkunden 1184 bis 1221 mehrfach berichten, aber sonst nichts bekannt ist. Ungefähr im Jahre 1210 wurde sein Sohn Wedekind bzw. Widukind geboren, der letzte Nachfahre aus dem Grafengeschlecht der Poppenburg. Mit zwanzig Jahren übertrug Wedekind in Anwesenheit von zwölf Ministerialen auf der Poppenburg dem Kloster Lamspringe Güter in Elze und trug damit zur Blütezeit des dortigen Klosters bei. 1243 heiratete er Oda von Hohenbüchen und erhielt 1260 von Otto I. von Braunschweig-Lüneburg, dem Bischof von Hildesheim 1260–1279, Burg, Stadt und Grafschaft Peine zum Lehen. Dadurch gehörte Peine endgültig zum Einflussbereich des Bistums Hildesheim und wurde gleichzeitig Marktort. 1275 starb Wedekind schließlich, ohne leibliche Erben zu hinterlassen. Im Jahr darauf starb auch seine Frau Oda von Hohenbüchen. Nach damaliger Rechtslage fielen die Burg und die Grafschaft an den Landesherrn, den Bischof von Hildesheim, Otto I. von Braunschweig-Lüneburg.

## Wappen und Siegel

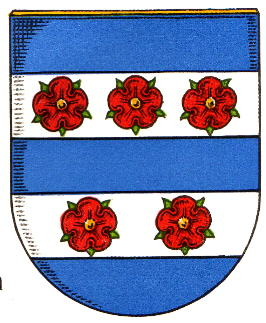
Wappen von Burgstemmen

Die Siegelabdrücke der frühen Grafen von Poppenburg sind nicht erhalten. Einige Urkunden mit anhängenden Siegeln sind während des Zweiten Weltkriegs im Hauptstaatsarchiv in Hannover vernichtet worden. Unpflegliche Behandlung der Wachssiegel der jüngeren Grafen hat die Umschrift unlesbar gemacht.
Das älteste Siegel der Grafen von Poppenburg ist erhalten an einer Urkunde des Stiftes Obernkirchen aus dem Jahre 1229. Es ist das Siegel des Grafen Bernhard, der sich ab 1217 nach seiner neuerbauten Burg von Spiegelberg nannte. Das Siegel zeigt im Rundschild auf einem Querband drei fünfblättrige Rosen und lässt auf der Umschrift erkennen Bernardu... Poppenhor....
Die Siegel von Graf Wedekind sind zahlreich und gut erhalten und zeigen im dreieckigen Schild auf zwei Querbanden fünf fünfblättrige Rosen in der Verteilung drei zu zwei. Die Umschrift auf einem Wappen aus dem Jahr 1248 lautet Sigill Widekini Comi de Poppenburegh, auf dem erneuerten Siegel in späteren Jahren Sigillum Widekini de Poppenborg.
Das Wappen von Burgstemmen zeigt auf zwei Querbanden die fünf fünfblättrigen Rosen der Grafen von Poppenburg.